# Baja Ferries
Baja Ferries est une compagnie de navigation maritime privée mexicaine assurant des liaisons en car-ferry dans le golfe de Californie entre la Basse-Californie du Sud et le Sinaloa. Créée en 2003 par l'armateur français Daniel Berrebi, la compagnie est aujourd'hui le premier transporteur maritime de passagers et de fret au Mexique.

## Histoire
Les origines de Baja Ferries remontent à l'année 1991 lorsque l'armateur français Daniel Berrebi obtient de la part d'Alstom des contrats d'import/export pour le Mexique. En 1994, à la suite de l'entrée en vigueur de l'accord de libre-échange nord-américain (ALENA), Berrebi ouvre une première ligne de fret entre le Mexique et les États-Unis dans un premier temps puis sur la côte ouest mexicaine à partir de 1996. En 2001, l'armateur commence ses activités de transport de passagers en mettant en service un navire à grande vitesse entre La Paz et Topolobampo dans l'état du Sinaloa.
En 2003, Berrebi affrète au chantier naval italien Visentini un navire mixte de 2 100 mètres linéaires de roulage. Devenu le California Star, il inaugure les activités de la compagnie Baja Ferries, créée à l'occasion. L'année suivante, un second navire rejoint la flotte, le car-ferry Coromuel, rebaptisé Sinaloa Star.
En 2007, Baja Ferries rachète le car-ferry Victory à la compagnie italienne Grandi Navi Veloci et le met en service sous le nom de Chihuahua Star en remplacement du Sinaloa Star qui quitte la flotte.
En 2010, un nouveau navire mixte est intégré à la flotte, le Monte Cinto, racheté à la SNCM, qui prend le nom de Mazatlan Star. Son arrivée permet le transfert en 2011 du Chihuahua Star au sein de la compagnie America Cruise Ferries, autre société détenue par Daniel Berrebi exploitant des lignes dans les Caraïbes entre Porto Rico et la République dominicaine.
Un nouveau roulier est mis en service en 2013, l'ex-Strada Corsa, racheté en Italie après la faillite de son armateur et mis en service sous le nom de La Paz Star.
En novembre 2014, la compagnie se lance dans la course à la reprise de la SNCM, placée en redressement judiciaire par le tribunal de commerce de Marseille. S'appuyant sur un plan de réduction du périmètre d'activité de la compagnie aux seules lignes Marseille - Corse, subventionnées dans le cadre de la délégation de service public, et le développement des lignes avec le Maghreb, avec notamment l'ouverture d'une ligne vers le Maroc, son offre sera remaniée plusieurs fois à mesure que l'échéance sera repoussée. Baja Ferries tentera notamment de faire front commun avec le groupe STEF avant que celui-ci ne décide de se retirer. Son offre sera finalement écartée au profit de celle du transporteur corse Rocca.
C'est pour cette raison que, dès janvier 2016, Baja Ferries s'associe au consortium d'entreprises corses Corsica Maritima, également candidat à la reprise de la SNCM, et participe au lancement de la compagnie Corsica Linea en lui frétant le navire roulier Stena Carrier, destiné à concurrencer la nouvelle entreprise succédant à la SNCM entre Marseille et la Corse. Les deux compagnies fusionnant toutefois en avril 2016, Baja Ferries se retirera du projet. Le Stena Carrier intègrera quant à lui la flotte de la compagnie en 2018 sous le nom de México Star, de même qu'un autre roulier affrété pour desservir Ajaccio, qui rejoindra finalement Baja Ferries en 2016 sous le nom de Cabo Star avant d'être affrété à l'étranger.
Cette même année 2016, son navire l'ex-Chihuahua Star, affrété par la compagnie America Cruise Ferries sous le nom de Caribbean Fantasy, est victime d'un incendie dans les Caraïbes au mois d'août. L'étendue des dégâts entraînent sa vente à la casse l'année suivante.
Ce navire est alors remplacé au sein de la flotte par le Baja Star, car-ferry de 170 mètres acheté à la société chinoise Rizhao Haitong Ferry. Tout d'abord placé sur le marché de l'affrètement, il rejoint les lignes de Baja Ferries fin 2019 après la vente du California Star.

## La flotte

### Flotte actuelle
| Navire          | Pavillon | Type         | Construction | Entrée en flotte | tonnage    | Longueur | Largeur | Capacité  | Capacité  | Capacité  | Vitesse    | Statut     |
| Navire          | Pavillon | Type         | Construction | Entrée en flotte | tonnage    | Longueur | Largeur | Passagers | Véhicules | Remorques | Vitesse    | Statut     |
| --------------- | -------- | ------------ | ------------ | ---------------- | ---------- | -------- | ------- | --------- | --------- | --------- | ---------- | ---------- |
| California Star |          | Navire mixte | 2009         | 2023             | 29 004 UMS | 193 m    | 26 m    | 400       | 200       | 2 850 ml  | 21,5 nœuds | En service |
| México Star     |          | Roulier      | 2004         | 2018             | 21 089 UMS | 182,60 m | 25,50 m | 12        | -         | 2 775 ml  | 22 nœuds   | En service |
| Cabo Star       |          | Roulier      | 1988         | 2016             | 19 963 UMS | 157,51 m | 25,32 m | 12        | -         | 2 100 ml  | 20,5 nœuds | Affrété    |

### Anciens navires
| Navire            | Pavillon | Type         | Construction | Période   | tonnage    | Longueur | Largeur | Passagers | Véhicules         | Vitesse    | Statut |
| ----------------- | -------- | ------------ | ------------ | --------- | ---------- | -------- | ------- | --------- | ----------------- | ---------- | --- |
| Baja Star         |          | Navire mixte | 1992         | 2016-2023 | 25 095 UMS | 170 m    | 25 m    | 705       | 90                | 26 nœuds   | Vendu à la compagnie Ventouris Ferries, a quitté le Mexique en décembre 2023.                                                   |
| California Star   |          | Navire mixte | 2001         | 2003-2019 | 25 000 UMS | 186,49 m | 25,60 m | 1 000     | 75                | 22,5 nœuds | Vendu à la compagnie Adria Ferries, navigue actuellement en Méditerranée sous le nom d‘AF Claudia.                              |
| Caribbean Fantasy |          | Ferry        | 1989         | 2008-2017 | 27 362 UMS | 187,13 m | 27 m    | 950       | 550               | 23,5 nœuds | Affrété de 2011 à 2016 par la compagnie America Cruise Ferries. Victime d'un incendie le 17 août 2016. Démoli à Aliağa en 2017. |
| La Paz Star       |          | Roulier      | 1978         | 2013-2016 | 16 776 UMS | 151,94 m | 23,50 m | 12        | 1 650 m linéaires | 17 nœuds   | Revendu à la compagnie Fabrilo Holdings puis finalement démoli en 2017.                                                         |
| Mazatlan Star     |          | Navire mixte | 1984         | 2010-2014 | 14 798 UMS | 136,04 m | 22,52 m | 111       | 35                | 18 nœuds   | A terminé sa carrière pour le compte de l'armateur chilien Navimag sous le nom d‘Eden. Démoli en 2019.                          |
| Sinaloa Star      |          | Ferry        | 1973         | 2004-2008 | 7 234 UMS  | 108,70 m | 17,20 m | 650       | 220               | 16 nœuds   | Démoli à Alang. |

## Lignes desservies
Baja Ferries exploite ses navires sur des lignes maritimes reliant les états de la Basse-Californie du Sud et du Sinaloa, séparés par le golfe de Californie. La compagnie transporte des passagers et du fret depuis La Paz vers Mazatlán et Topolobampo, et vice versa.
| Ligne                | Durée | Navire                   |
| -------------------- | ----- | ------------------------ |
| La Paz - Mazatlán    | 12h   | Baja Star et México Star |
| La Paz - Topolobampo | 8h    | México Star              |